# フスン
フスン(モンゴル語: Husun/Hlüsün,中国語: 哈散納,? - 1255年)とは、ケレイト部出身でチンギス・カンに仕えた千人隊長の一人。『元史』では哈散納、『元朝秘史』では許孫と記され、モンゴル語のウスン（水、河の意）に由来する名前と見られる。

## 概要
フスンがチンギス・カンに仕えるに至った経緯は不明だが、チンギス・カンとケレイト部のオン・カンとの戦いに従軍し、功績を挙げたことが記録されている。オン・カンとの戦いから敗走したチンギス・カンがバルジュナ湖に至った際には共にバルジュナ湖の泥水をすすり、後世広く知られる「バルジュナ湖の功臣」の一人に数えられるようになった。チンギス・カンが中央アジア遠征を開始するとこれに従軍し、サマルカンド・ブハラ攻略に参加している。
オゴデイ・カアンの治世では平陽路・太原路のダルガチ職を授かったが、まもなく病で亡くなった。
王国維は『元朝秘史』に記される「許孫」について、別箇所で登場する「バアリン部のコルチ・ウスン・エブゲン」を「コルチ」と「ウスン・エブゲン」の二名であると解釈し、後者と「許孫」が同一人物であると考えた。しかし『集史』と『元朝秘史』を比較考察すると「バアリン部のコルチ・ウスン・エブゲン」が一人の人名であることは明らかであり、現在では「許孫」を『元史』の記す「哈散納」に比定する説が有力である。
フスンの死後、子のニグベイが後を継いだ。ニグベイはモンケ・カアンの南宋親征に従軍して功績を挙げたが、病によって亡くなった。その子サディミシュもまた病で亡くなると、その息子ムバーラクが千人隊長となり、西域親軍副都指揮使に任ぜられた。オルジェイトゥ・カアン（成宗テムル）の治世の大徳元年（1297年）にムバーラクが亡くなると、弟のトゥメンダイが後を継ぎ、その死後は子のカラジャンが後を継いだ。